# Stainach-Pürgg
Stainach-Pürgg è un comune austriaco di 2 860 abitanti nel distretto di Liezen, in Stiria. È stato creato il 1º gennaio 2015 dalla fusione dei precedenti comuni di Pürgg-Trautenfels e Stainach e ha lo status di comune mercato (Marktgemeinde); capoluogo comunale è Stainach.